# Història de les equacions de Maxwell

James Clerk Maxwell

A la primera meitat del segle XIX, la comprensió de l'electromagnètica havia millorat gràcies a molts experiments i treballs teòrics. A la dècada de 1780, Charles-Augustin de Coulomb va establir la seva llei de l'electroestàtica. El 1825, André-Marie Ampère va publicar la seva llei de força. El 1831, Michael Faraday va descobrir la inducció electromagnètica a través dels seus experiments i va proposar línies de forces per descriure-la. El 1834, Emil Lenz va resoldre el problema de la direcció de la inducció, i Franz Ernst Neumann va escriure l'equació per calcular la força induïda pel canvi de flux magnètic. No obstant això, aquests resultats experimentals i regles no estaven ben organitzats i de vegades confusos per als científics. Es necessitava un resum exhaustiu dels principis electrodinàmics.
Aquest treball va ser realitzat per James Clerk Maxwell a través d'una sèrie d'articles publicats des de la dècada de 1850 fins a la de 1870. A la dècada de 1850, Maxwell treballava a la Universitat de Cambridge on va quedar impressionat pel concepte de línies de forces de Faraday. Faraday va crear aquest concepte per impressió de Roger Boscovich, un físic que també va afectar el treball de Maxwell. El 1856, va publicar el seu primer article sobre electromagnetisme: On Faraday's Lines of Force. Va intentar utilitzar l'analogia del flux de fluids incompressibles per modelar les línies magnètiques de forces. Més tard, Maxwell es va traslladar al King's College de Londres on va entrar en contacte habitual amb Faraday i es va fer amics de tota la vida. De 1861 a 1862, Maxwell va publicar una sèrie de quatre articles sota el títol de On Physical Lines of Force. En aquests articles, va utilitzar models mecànics, com ara tubs de vòrtex rotatius, per modelar el camp electromagnètic. També va modelar el buit com una mena de medi elàstic aïllant per tenir en compte la tensió de les línies de força magnètiques donades per Faraday. Aquests treballs ja havien posat les bases de la formulació de les equacions de Maxwell. A més, el document de 1862 ja va derivar la velocitat de la llum c de l'expressió de la velocitat de l'ona electromagnètica en relació a les constants de buit. La forma final de les equacions de Maxwell es va publicar el 1865 A Dynamical Theory of the Electromagnetic Field, en la qual la teoria es formula en forma estrictament matemàtica. El 1873, Maxwell va publicar A Treatise on Electricity and Magnetism com a resum del seu treball sobre electromagnetisme. En resum, les equacions de Maxwell van unificar amb èxit les teories de la llum i l'electromagnetisme, que és una de les grans unificacions de la física.
Maxwell va construir un model simple de volant d'electromagnetisme, i Boltzmann va construir un model mecànic elaborat (" Bicykel ") basat en el model de volant de Maxwell, que va utilitzar per a les demostracions de conferències. Les xifres es troben al final del llibre de Boltzmann de 1891.

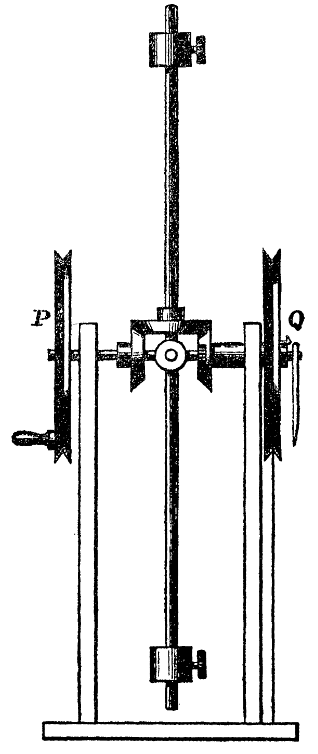
Model d'engranatges diferencials de Maxwell per a inducció. Els volants P i Q representen els circuits primari i secundari. Un augment del moment d'inèrcia del volant al mig il·lustra l'efecte de col·locar un nucli de ferro entre els dos circuits.

Més tard, Oliver Heaviside va estudiar A Treatise on Electricity and Magnetism de Maxwell i va utilitzar el càlcul vectorial per sintetitzar les més de 20 equacions de Maxwell en les quatre reconeixibles que utilitzen els físics moderns. Les equacions de Maxwell també van inspirar Albert Einstein en el desenvolupament de la teoria de la relativitat especial.
La prova experimental de les equacions de Maxwell va ser demostrada per Heinrich Hertz en una sèrie d'experiments a la dècada de 1890. Després d'això, les equacions de Maxwell van ser totalment acceptades pels científics.

## Relacions entre electricitat, magnetisme i velocitat de la llum
Les relacions entre l'electricitat, el magnetisme i la velocitat de la llum es poden resumir amb l'equació moderna:
{\displaystyle c={\frac {1}{\sqrt {\mu _{0}\varepsilon _{0}}}}\ .}
El costat esquerre és la velocitat de la llum i el costat dret és una magnitud relacionada amb les constants que apareixen en les equacions que regeixen l'electricitat i el magnetisme. Tot i que el costat dret té unitats de velocitat, es pot inferir a partir de mesures de forces elèctriques i magnètiques, que no impliquen velocitats físiques. Per tant, establir aquesta relació va proporcionar proves convincents que la llum és un fenomen electromagnètic.
El descobriment d'aquesta relació va començar el 1855, quan Wilhelm Eduard Weber i Rudolf Kohlrausch van determinar que hi havia una quantitat relacionada amb l'electricitat i el magnetisme, "la relació de la unitat electromagnètica absoluta de càrrega a la unitat electroestàtica absoluta de càrrega" (en llenguatge modern, el valor {\displaystyle 1/{\sqrt {\mu _{0}\varepsilon _{0}}}} ), i va determinar que hauria de tenir unitats de velocitat. Aleshores van mesurar aquesta relació mitjançant un experiment que implicava carregar i descarregar un pot de Leyden i mesurar la força magnètica del corrent de descàrrega, i van trobar un valor de 3,107×108 m/s, notablement propera a la velocitat de la llum, que s'havia mesurat recentment a 3,14×108 m/s per Hippolyte Fizeau el 1848 i a 2,98×108 m/s de Léon Foucault el 1850. Tanmateix, Weber i Kohlrausch no van fer la connexió amb la velocitat de la llum. Cap a finals de 1861 mentre treballava en Part III del seu article On Physical Lines of Force, Maxwell va viatjar des d'Escòcia a Londres i va buscar els resultats de Weber i Kohlrausch. Els va convertir en un format compatible amb els seus propis escrits i, en fer-ho, va establir la connexió amb la velocitat de la llum i va concloure que la llum és una forma de radiació electromagnètica.

## El termeequacions de Maxwell
Les quatre equacions modernes de Maxwell es poden trobar individualment al llarg del seu article de 1861, derivades teòricament utilitzant un model de vòrtex molecular de les "línies de força" de Michael Faraday i en conjunció amb el resultat experimental de Weber i Kohlrausch. Però no va ser fins al 1884 que Oliver Heaviside, simultàniament amb un treball similar de Josiah Willard Gibbs i Heinrich Hertz, va agrupar les vint equacions en un conjunt de només quatre, mitjançant notació vectorial. Aquest grup de quatre equacions es coneixia de manera diversa com les equacions de Hertz-Heaviside i les equacions de Maxwell-Hertz, però ara es coneixen universalment com les equacions de Maxwell. Les equacions de Heaviside, que s'ensenyen als llibres de text i a les universitats com les equacions de Maxwell no són exactament les mateixes que les degudes a Maxwell, i, de fet, aquestes darreres s'ajusten més fàcilment a la física quàntica.
Aquesta situació de son molt subtil i paradoxal potser es pot entendre més fàcilment en termes de la situació semblant que existeix respecte a la segona llei del moviment de Newton: En els llibres de text i a les aules la llei {\displaystyle F=ma} s'atribueix a Newton, però Newton de fet va escriure la seva segona llei {\displaystyle F={\dot {p}}} és clarament visible en una caixa de vidre a la Biblioteca Wren del Trinity College, Cambridge, on el manuscrit de Newton està obert a la pàgina corresponent. com {\displaystyle F={\dot {p}}}, on {\displaystyle {\dot {p}}} és la derivada temporal del moment {\displaystyle p}. Això sembla un fet prou trivial fins que t'adones d'això {\displaystyle F={\dot {p}}} segueix sent cert en la relativitat especial, sense modificacions.
La contribució de Maxwell a la ciència en la producció d'aquestes equacions rau en la correcció que va fer a la llei de circuits d'Ampère en el seu article de 1861 On Physical Lines of Force. Va afegir el terme de corrent de desplaçament a la llei de circuits d'Ampère i això li va permetre derivar l'equació d'ona electromagnètica en el seu article posterior de 1865 A Dynamical Theory of the Electromagnetic Field i demostrar el fet que la llum és una ona electromagnètica. Aquest fet va ser posteriorment confirmat experimentalment per Heinrich Hertz el 1887. El físic Richard Feynman va predir que, "Des d'una visió llarga de la història de la humanitat, vista des, per exemple, deu mil anys d'aquí a deu mil anys, no hi ha dubte que l'esdeveniment més significatiu del segle XIX serà jutjat com el descobriment de Maxwell de les lleis de l'electrodinàmica. La guerra civil nord-americana es convertirà en insignificant provincial en comparació amb la mateixa dècada científica important".
El concepte de camps el va introduir, entre d'altres, Faraday. Albert Einstein va escriure:
La formulació precisa de les lleis temps-espai va ser obra de Maxwell. Imagineu-vos els seus sentiments quan les equacions diferencials que havia formulat li van demostrar que els camps electromagnètics s'estenen en forma d'ones polaritzades i a la velocitat de la llum! A pocs homes del món s'ha concedit aquesta experiència... els físics van trigar algunes dècades a comprendre la total importància del descobriment de Maxwell, tan atrevit va ser el salt que el seu geni es va imposar a les concepcions dels seus companys de feina.
— Einstein (Ciència, 24 de maig de 1940)
Heaviside va treballar per eliminar els potencials (potencial elèctric i potencial magnètic) que Maxwell havia utilitzat com a conceptes centrals en les seves equacions;  aquest esforç va ser una mica controvertit, encara que el 1884 es va entendre que els potencials s'havien de propagar a la velocitat de la llum com els camps, a diferència del concepte d'acció instantània a distància com l'aleshores concepció del potencial gravitatori.

## Sobre les línies físiques de força
Les quatre equacions que fem servir avui van aparèixer per separat a l'article de Maxwell de 1861, On Physical Lines of Force :
1. L'equació (56) del document de Maxwell de 1861 és la llei de Gauss per al magnetisme, ∇ • B = 0.
2. L'equació (112) és la llei de circuits d'Ampère, amb l'addició de Maxwell del corrent de desplaçament. Aquesta pot ser la contribució més notable del treball de Maxwell, que li va permetre derivar l'equació d'ones electromagnètiques en el seu article de 1865 A Dynamical Theory of the Electromagnetic Field, que mostra que la llum és una ona electromagnètica. Això va donar a les equacions tota la seva importància pel que fa a la comprensió de la naturalesa dels fenòmens que va dilucidar. (Kirchhoff va derivar les equacions del telègraf el 1857 sense utilitzar el corrent de desplaçament, però sí que va utilitzar l'equació de Poisson i l'equació de continuïtat, que són els ingredients matemàtics del corrent de desplaçament. No obstant això, creient que les seves equacions només són aplicables dins d'un cable elèctric, no se li pot atribuir el descobriment d'una ona electromagnètica).
3. L'equació (115) és la llei de Gauss.
4. L'equació (54) expressa el que Oliver Heaviside va referir com a "llei de Faraday", que aborda l'aspecte variant en el temps de la inducció electromagnètica, però no l'induït pel moviment; La llei de flux original de Faraday explicava ambdues coses.[21][22] Maxwell tracta l'aspecte relacionat amb el moviment de la inducció electromagnètica, v × B, a l'equació (77), que és el mateix que l'equació (D) de les equacions originals de Maxwell que s'enumeren a continuació. Actualment s'expressa com l'equació de la llei de força, F  = q(E + v × B), que es troba al costat de les equacions de Maxwell i porta el nom de força de Lorentz, tot i que Maxwell la va derivar quan Lorentz encara era un nen petit.

La diferència entre els vectors B i H es pot remuntar a l'article de 1855 de Maxwell titulat On Faraday's Lines of Force que va ser llegit a la Cambridge Philosophical Society. El document presentava un model simplificat del treball de Faraday i com es relacionaven els dos fenòmens. Va reduir tots els coneixements actuals en un conjunt enllaçat d'equacions diferencials.

Figura del model de vòrtex molecular de Maxwell. Per a un camp magnètic uniforme, les línies de camp apunten cap a l'exterior des de la pantalla, tal com es pot observar a partir dels punts negres al mig dels hexàgons. El vòrtex de cada molècula hexagonal gira en sentit contrari a les agulles del rellotge. Els petits cercles verds són partícules que giren en sentit horari entre els vòrtexs moleculars.

Més tard s'aclareix en el seu concepte d'un mar de vòrtexs moleculars que apareix al seu article de 1861 On Physical Lines of Force. En aquest context, H representava vorticitat pura (spin), mentre que B era una vorticitat ponderada que es va ponderar per la densitat del mar de vòrtex. Maxwell va considerar que la permeabilitat magnètica µ era una mesura de la densitat del vòrtex mar. D'aquí la relació,
1. El corrent d'inducció magnètica provoca una densitat de corrent magnètica B = μ H era essencialment una analogia rotacional amb la relació de corrent elèctric lineal,
2. Corrent de convecció elèctrica J = ρ v on ρ és la densitat de càrrega elèctrica. B es va veure com una mena de corrent magnètic de vòrtexs alineats en els seus plans axials, sent H la velocitat circumferencial dels vòrtexs. Amb µ que representa la densitat de vòrtex, es dedueix que el producte de µ amb la vorticitat H condueix al camp magnètic indicat com B.

L'equació del corrent elèctric es pot veure com un corrent convectiu de càrrega elèctrica que implica un moviment lineal. Per analogia, l'equació magnètica és un corrent inductiu que implica espín. No hi ha moviment lineal en el corrent inductiu al llarg de la direcció del vector B El corrent inductiu magnètic representa línies de força. En particular, representa línies de força de llei de quadrat invers.
L'extensió de les consideracions anteriors confirma que on B és a H, i on J és a ρ, llavors necessàriament es dedueix de la llei de Gauss i de l'equació de continuïtat de càrrega que E és a D és a dir, B paral·lel a E, mentre que H és paral·lel a D

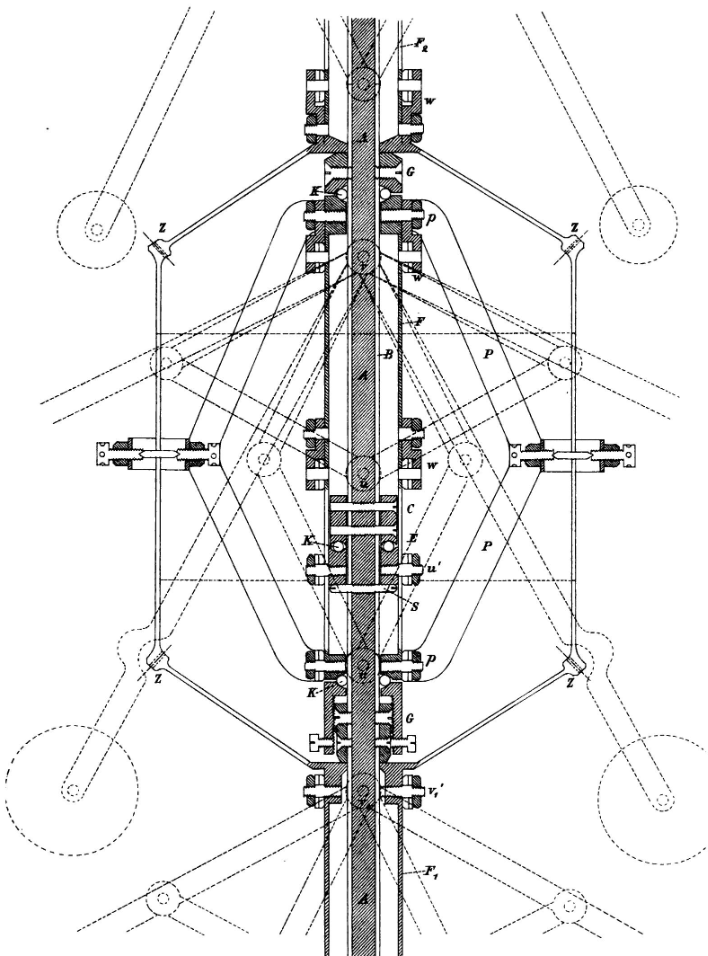
Diagrama d'enginyeria de la Bicykel de Boltzmann.

## Una teoria dinàmica del camp electromagnètic
El 1865 Maxwell va publicar "Una teoria dinàmica del camp electromagnètic" en què va demostrar que la llum era un fenomen electromagnètic. La confusió sobre el terme "equacions de Maxwell" de vegades sorgeix perquè s'ha utilitzat per a un conjunt de vuit equacions que van aparèixer a la part III de l'article de 1865 de Maxwell "A dynamical theory of the electromagnetic field", titulat "General equations of the electromagnetic field", i aquesta confusió s'agreuja amb l'escriptura de sis d'aquestes vuit equacions com a tres equacions separades (una per a cadascun dels eixos cartesians), donant lloc a vint equacions i vint desconegudes.
Les vuit equacions de Maxwell originals es poden escriure en la forma moderna de la notació vectorial de Heaviside de la següent manera:
| La llei dels corrents totals                                                                                        | {\displaystyle \mathbf {J} _{\mathrm {tot} }=\mathbf {J} +{\frac {\partial \mathbf {D} }{\partial t}}}                                         |
| L'equació de la força magnètica                                                                                     | {\displaystyle \mu \mathbf {H} =\nabla \times \mathbf {A} }                                                                                    |
| L'equació de la força magnètica                                                                                     | {\displaystyle \nabla \times \mathbf {H} =\mathbf {J} _{\mathrm {tot} }}                                                                       |
| Força electromotriu creada per convecció, inducció i electricitat estàtica. (Això és en efecte la força de Lorentz) | {\displaystyle \mathbf {E} =\mu \mathbf {v} \times \mathbf {H} -{\frac {\partial \mathbf {A} }{\partial t}}-\nabla \phi }                      |
| L'equació d'elasticitat elèctrica                                                                                   | {\displaystyle \mathbf {E} ={\frac {1}{\varepsilon }}\mathbf {D} }                                                                             |
| Llei d'Ohm | {\displaystyle \mathbf {E} ={\frac {1}{\sigma }}\mathbf {J} }                                                                                  |
| Llei de Gauss | {\displaystyle \nabla \cdot \mathbf {D} =\rho }                                                                                                |
| Equació de continuïtat                                                                                              | {\displaystyle \nabla \cdot \mathbf {J} =-{\frac {\partial \rho }{\partial t}}}or {\displaystyle \nabla \cdot \mathbf {J} _{\mathrm {tot} }=0} |

Notació:

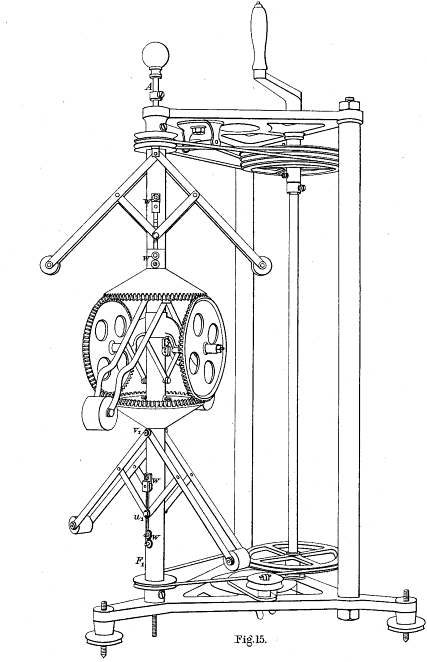
Model Bicykel de Boltzmann d'inducció electromagnètica. És un model més complicat que el de Maxwell, per modelar més detalls de la inducció.

H és el camp magnetitzant, que Maxwell va anomenar intensitat magnètica.

J és la densitat de corrent (amb Jtot el corrent total inclòs el corrent de desplaçament).

D és el camp de desplaçament (anomenat desplaçament elèctric per Maxwell).

ρ és la densitat de càrrega lliure (anomenada quantitat d'electricitat lliure per Maxwell).

A és el potencial magnètic (anomenat impuls angular per Maxwell).

E s'anomena força electromotriu per Maxwell. El terme força electromotriu s'utilitza avui dia per a la tensió, però des del context queda clar que el significat de Maxwell corresponia més al terme modern camp elèctric.

ϕ és el potencial elèctric (que Maxwell també va anomenar potencial elèctric ).

σ és la conductivitat elèctrica (Maxwell va anomenar la inversa de la conductivitat la resistència específica, el que ara s'anomena resistivitat).
Equació [ D ], amb el terme μv × H, és efectivament la força de Lorentz, de manera similar a l'equació (77) del seu article de 1861 (vegeu més amunt).
Quan Maxwell deriva l'equació d'ones electromagnètiques al seu article de 1865, utilitza l'equació [ D ] per atendre la inducció electromagnètica en lloc de la llei d'inducció de Faraday que s'utilitza en els llibres de text moderns. (La llei de Faraday en si no apareix entre les seves equacions.) Tanmateix, Maxwell elimina el terme μ v × H de l'equació [ D ] quan està derivant l'equació d'ona electromagnètica, ja que considera la situació només a partir del marc de repòs.

## Relativitat
Les equacions de Maxwell van ser una inspiració essencial per al desenvolupament de la relativitat especial. Possiblement l'aspecte més important va ser la seva negació de l'acció instantània a distància. Més aviat, segons ells, les forces es propaguen a la velocitat de la llum a través del camp electromagnètic.:189 
Les equacions originals de Maxwell es basen en la idea que la llum viatja a través d'un mar de vòrtexs moleculars conegut com a " èter luminífer ", i que la velocitat de la llum ha de ser respectiva al marc de referència d'aquest èter. Tanmateix, les mesures dissenyades per mesurar la velocitat de la Terra a través de l'èter entraven en conflicte amb aquesta noció.
Un enfocament més teòric va ser suggerit per Hendrik Lorentz juntament amb George FitzGerald i Joseph Larmor. Tant Larmor (1897) com Lorentz (1899, 1904) van ignorar el moviment de l'èter i van derivar la transformació de Lorentz (anomenada així per Henri Poincaré) com una sota la qual les equacions de Maxwell eren invariants. Poincaré (1900) va analitzar la coordinació dels rellotges en moviment mitjançant l'intercanvi de senyals lluminosos. També va establir la propietat del grup matemàtic de la transformació de Lorentz (Poincaré 1905). De vegades, aquesta transformació s'anomena transformació FitzGerald-Lorentz o fins i tot transformació FitzGerald-Lorentz-Einstein.
Albert Einstein també va descartar la noció de l'èter i es va basar en la conclusió de Lorentz sobre la velocitat fixa de la llum, independentment de la velocitat de l'observador. Va aplicar la transformació de FitzGerald-Lorentz a la cinemàtica, i no només a les equacions de Maxwell. Les equacions de Maxwell van tenir un paper clau en el innovador article científic de 1905 d'Einstein sobre la relativitat especial. Per exemple, al paràgraf inicial del seu article, va començar la seva teoria assenyalant que una descripció d'un conductor elèctric que es mou respecte a un imant ha de generar un conjunt coherent de camps independentment de si la força es calcula en el marc de repòs de l'imant o en el del conductor.
La teoria general de la relativitat també ha tingut una estreta relació amb les equacions de Maxwell. Per exemple, Theodor Kaluza i Oskar Klein a la dècada de 1920 van demostrar que les equacions de Maxwell es podrien derivar ampliant la relativitat general en cinc dimensions físiques. Aquesta estratègia d'utilitzar dimensions addicionals per unificar diferents forces continua sent una àrea activa de recerca en física.